# Zorko Pelikan
Zorko Pelikan, slovenski politik, * 16. februar 1954, Miren.
Med 19. junijem in 1. decembrom 2000 je bil državni sekretar Republike Slovenije na Ministrstvu za zunanje zadeve Republike Slovenije.